# Річкові раки (родина)
Річкові раки (Astacidae) — родина річкових раків, поширених у Європі і на заході Північної Америки. Родина містить три роди. Pacifastacus — поширений на тихоокеанському узбережжі США і в Британській Колумбії. Роди Astacus і Austropotamobius поширені у Європі та західній Азії.

## Види
Родина містить 13 видів в трьох родах :
- Astacus
  - Astacus astacus
  - Astacus leptodactylus
  - Astacus pachypus

- Austropotamobius
  - Austropotamobius bihariensis
  - Austropotamobius italicus
  - Austropotamobius pallipes
  - Austropotamobius torrentium

- Pacifastacus
  - Pacifastacus chenoderma
  - Pacifastacus connectens
  - Pacifastacus fortis
  - Pacifastacus gambelii
  - Pacifastacus leniusculus
  - Pacifastacus nigrescens